# Honduras en los Juegos Olímpicos de Montreal 1976
Honduras estuvo representado en los Juegos Olímpicos de Montreal 1976 por tres deportistas masculinos que compitieron en atletismo.
El equipo olímpico hondureño no obtuvo ninguna medalla en estos Juegos.